# Vendone
Vendone (im Ligurischen: Vendùn) ist eine italienische Gemeinde mit 340 Einwohnern (Stand 31. Dezember 2023) in der Region Ligurien. Politisch gehört sie zu der Provinz Savona.

## Geographie
Vendone liegt im Valle Arroscia, am linken Ufer des Flusses Arroscia. Nördlich der Gemeinde erhebt sich der 1092 Meter hohe Berg Castell’Ermo. Die beiden zugehörigen Siedlungen Leuso und Curenna befinden sich in der linken Talhälfte des Rio Paraone, die Siedlung Castellaro hingegen liegt im Tal des Rio Merce. Vendone gehört zu der Comunità Montana Ingauna und ist circa 58 Kilometer von der Provinzhauptstadt Savona entfernt.
Nach der italienischen Klassifizierung bezüglich seismischer Aktivität wurde die Gemeinde der Zone 3 zugeordnet. Das bedeutet, dass sich Vendone in einer seismisch wenig aktiven Zone befindet.

## Klima
Die Gemeinde wird unter Klimakategorie E klassifiziert, da die Gradtagzahl einen Wert von 2252 besitzt. Das heißt, die in Italien gesetzlich geregelte Heizperiode liegt zwischen dem 15. Oktober und dem 15. April für jeweils 14 Stunden pro Tag.